# 21 (film)
21 är en amerikansk dramafilm från 2008. Filmen är baserad på Ben Mezrich's bok "Bringing Down the House: The Inside Story of Six M.I.T. Students Who Took Vegas for Millions". Filmen är regisserad av Robert Luketic och medverkar gör Jim Sturgess, Kevin Spacey, Kate Bosworth, Aaron Yoo, Liza Lapira, Jacob Pitts och Laurence Fishburne. Filmen hade premiär i Sverige 11 april 2008.

## Synopsis
Filmen är baserad på en sann historia om fem studenter från MIT som startar en blackjackklubb med en excentrisk ledare (Kevin Spacey). Klubben utvecklas från ett korträkningsexperiment på universitetet till en hel grupp med kortspelsexperter och ett system för att satsa högt och vinna stort. De åker sedan till Las Vegas för att vinna över tre miljoner dollar. Deras framgångar tar dem dock även till Las Vegas undre värld som inte ser på blida ögon på dem som försöker lura deras kasinon på pengar.

## Skådespelare
| Jim Sturgess       | – Ben Campbell         |
| Kevin Spacey       | – Professor Micky Rosa |
| Kate Bosworth      | – Jill Taylor          |
| Aaron Yoo          | – Choi                 |
| Liza Lapira        | – Kianna               |
| Jacob Pitts        | – Jimmy Fisher         |
| Laurence Fishburne | – Cole Williams        |

## Kritiskt mottagande
Filmen fick blandade recensioner. Svenska Dagbladet gav filmen betyget 3 av 5. Hos Rotten Tomatoes tyckte 32% av kritiker att filmen var positiv.